# قرار مجلس الأمن التابع للأمم المتحدة رقم 112
قرار مجلس الأمن التابع للأمم المتحدة رقم 112، الذي اعتمد في 6 فبراير 1956، بعد النظر في طلب السودان للانضمام إلى عضوية الأمم المتحدة، أوصى المجلس الجمعية العامة بقبول السودان.
تم تمرير القرار بالإجماع.